# Polepská rovina
Polepská rovina je geomorfologický okrsek v severní části Terezínské kotliny, ležící v okrese Litoměřice v Ústeckém kraji.

## Poloha a sídla

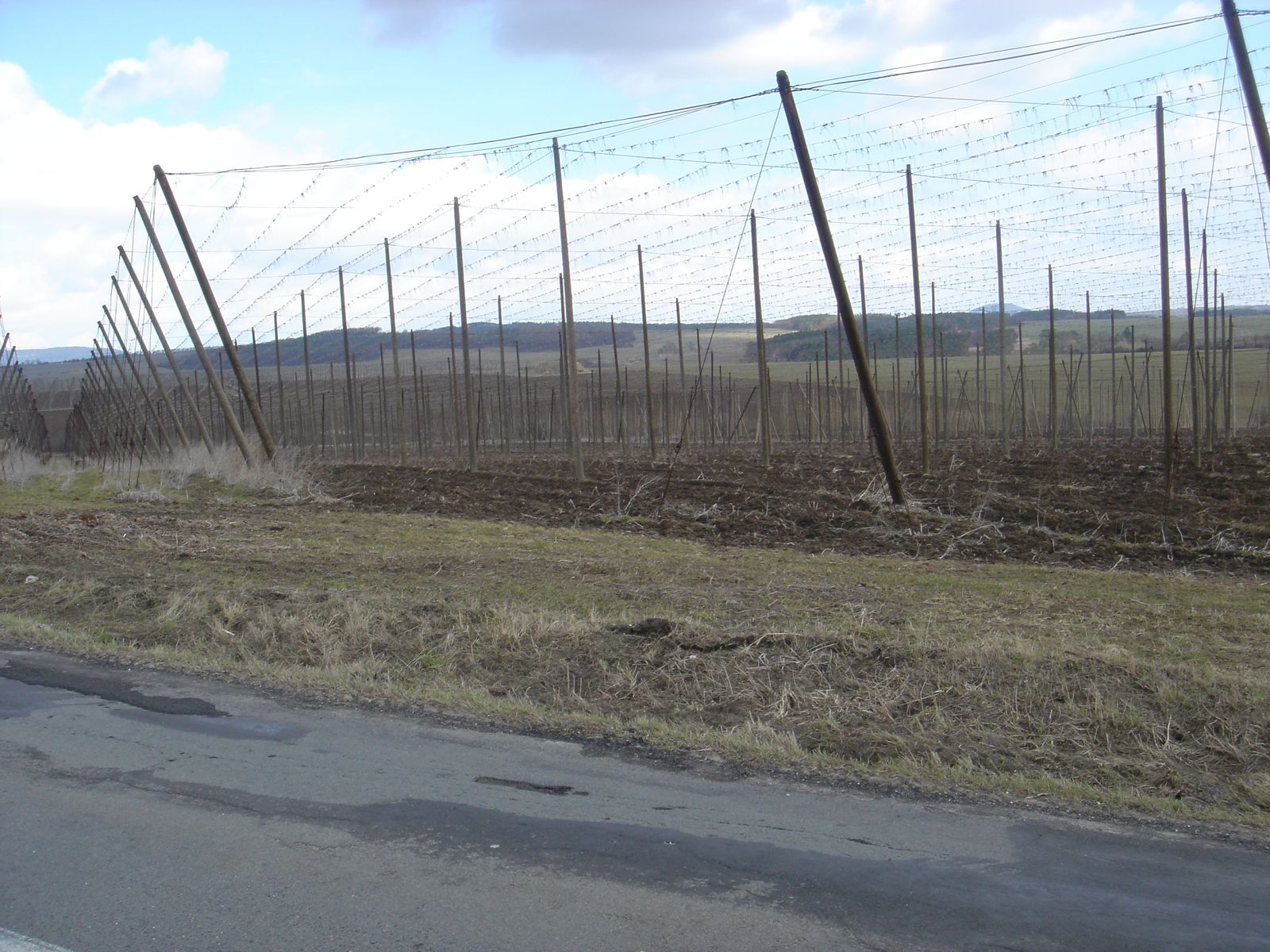
Chmelnice u Lounek

Území okrsku se nachází zhruba mezi sídly Terezín (na západě), Křešice (na severu), Hoštka (na východě) a Chodouny (na jihu). Zcela uvnitř okrsku leží obce: titulní Polepy, částečně Křešice, Vrutice a Vrbice.

## Geomorfologické členění
Okrsek Polepská rovina (dle značení Jaromíra Demka VIB–1C–3) náleží do celku Dolnooharská tabule a podcelku Terezínská kotlina.
Podrobnější členění Balatky a Kalvody uvádí Polepskou rovinu jako podokrsek okrsku Lovosická kotlina (zbývající okrsek je zde Roudnická brána).
Rovina sousedí s dalšími okrsky Dolnooharské tabule (Oharská niva na západě, Budyňská pahorkatina a Roudnická brána na jihu) a s celkem Ralská pahorkatina na severu a východě.